# آلية اختلال المحاذاة

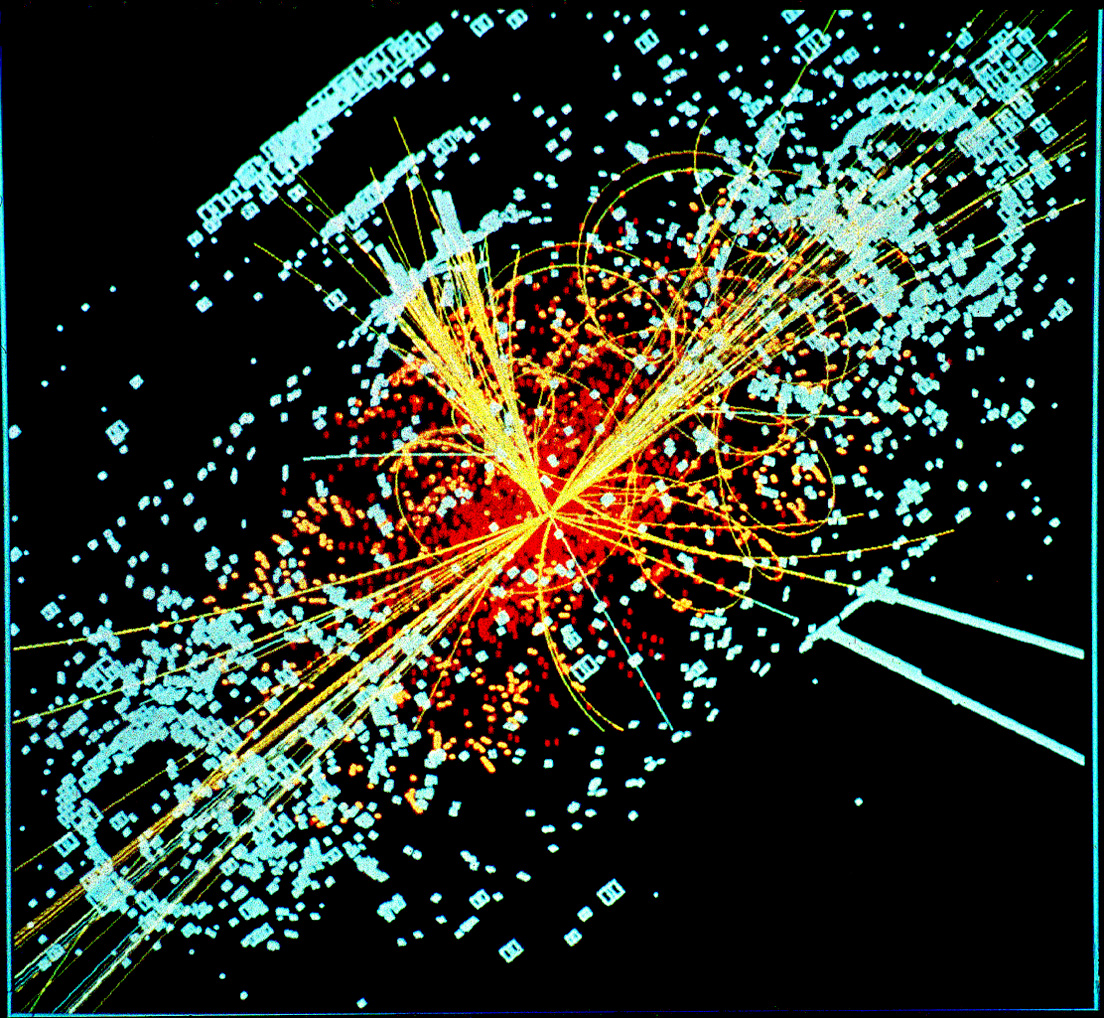

آلية اختلال المحاذاة هي تأثير مفترض في  الحل المقترح من قبل نظرية بيكي كوين لحل مشكلة السي بي القوية في ميكانيكا الكم. يحدث التأثير عندما تكون القيمة الأولية لمجال الجزيء ليست عند أو بالقرب من الحد الأدنى الجهدي. هذا يؤدي إلى تأرجح مجال الجزيء حول أقرب حد أدنى ، مما يتسبب في النهاية إلى تبديد الطاقة من خلال التحلل إلى جزيئات أخرى حتى الوصول إلى الحد الأدنى.
في حالة الآكسيونات المفترضة التي أنشئت في بداية الكون ، تكون القيم الأولية عشوائية بسبب انعدام كتلة الآكسيونات في البلازما ذات درجة الحرارة العالية. بالقرب من درجة الحرارة الحدية للديناميكا اللونية الكمومية، تمتلك الأكسيونات كتلة تعتمد على درجة الحرارة تدخل في تذبذب مخمد حتى الوصول إلى حد جهدي أدنى.